# Парадигма (філософія)
Парадигма (дав.-гр. παράδειγμα, paradeigma — приклад, зразок) — багатозначне поняття, яке залежно від контексту може означати певний, обумовлений часом та обставинами як сталий на певний період: стиль, традицію, концепцію, генеральну ідею, закон — за зміною котрих можна застосувати граничні умови — зміни парадигми:
1. Поняття античної і середньовічної філософії, що характеризує сферу вічних ідей як прототип, зразок, відповідно до якого бог-деміург створює світ сущого;
2. У сучасній філософії науки — система теоретичних, методологічних і аксіологічних установок, які взяті за зразок розв'язування наукових задач і які поділяють всі члени наукового співтовариства.
3. Система форм, уявлень та цінностей одного поняття, які відображають його видозміну, історичний шлях, заради досягнення ідеального поняття.

Термін «парадигма» у філософію науки уперше впровадив позитивіст Густав Бергман, однак справжній пріоритет у його використанні і поширенні належить Томасу Куну. У своїй книзі «Структура наукових революцій» (1962) Кун говорить про можливості виділення двох основних аспектів парадигми: епістемічного й соціального. В епістемічному плані парадигма — це сукупність фундаментальних знань, цінностей, переконань і технічних прийомів, що виступають як зразок наукової діяльності. У соціальному — парадигма характеризується через поділяюче її конкретне наукове співтовариство, цілісність і границі якого вона визначає.
Існування парадигми, на думку Куна, пов'язане з періодами нормальної науки, у рамках яких вони виконують проективно-програмувальну і селективно-заборонну функції. Зміну парадигми здійснюють за допомогою наукових революцій, що пов'язано зі своєрідним ґештальт-перемиканням наукового співтовариства на нову систему світогляду й цінностей. Критика надмірного соціологізму і психологізму в розумінні парадигма спонукала Куна конкретизувати свою позицію за допомогою введення поняття «дисциплінарної матриці», синонімічного епістемічному контекстові парадигми. Структура дисциплінарної матриці містить:
1. символічні узагальнення, що становлять формальний апарат і мову, характерну для конкретної наукової дисципліни;
2. метафізичні компоненти, що визначають найфундаментальніші теоретичні і методологічні принципи світорозуміння;
3. цінності, що задають панівні ідеали і норми побудови й обґрунтування наукового знання.

Поняття парадигми у пізніх роботах Куна пов'язане переважно з характеристикою інтеґральних соціально-психологічних аспектів наукового співтовариства. Водночас, у рамках сучасної філософії науки поняття парадигми виявилося продуктивнішим під час опису еталонних теоретико-методологічних основ наукового пошуку.